# محمود باه
محمود باه هو كاتب وسياسي غيني، ولد في 1940 في غينيا.